# TCB (entreprise)
Pour les articles homonymes, voir TCB.
TCB est un groupe brassicole allemand dont le siège est installé d'abord à Berlin d'où sont originaires ses deux dirigeants, puis à Francfort-sur-l'Oder.
Le groupe possède quatre brasseries : Frankfurter Brauhaus à Francfort-sur-l'Oder, Feldschlößchen à Dresde et Gilde à Hanovre en Allemagne ainsi que brasserie de Champigneulles en France. La capacité de production des quatre brasseries du groupe est d'environ 10 millions d'hectolitres.
TCB Beverages est la filiale de commercialisation des quatre brasseries du groupe.

## Histoire
TCB est fondé en 2003 et acquiert la brasserie Frankfurter Brauhaus à Francfort-sur-l'Oder.
En 2006, Brasseries Kronenbourg vend à TCB la brasserie de Champigneulles, installée près de Nancy.
En 2011, TCB rachète au groupe Carlsberg la brasserie Feldschlößchen de Dresde. La production totale du groupe dépasse les 7 millions d'hectolitres.
En 2015, TCB rachète au groupe Anheuser Busch InBev la brasserie Gilde de Hanovre.
TCB produit outre ses bières de marque, des bières pour la grande distribution (MDD). En 2012, la Brasserie de Champigneulles relance la bière Champigneulles en France. Elle se décline en Panaché, Bière d'abbaye et Grande Blonde.